# Художественный музей (Пори)
Художественный музей Пори (фин. Porin taidemuseo швед. Björneborgs konstmuseum) — художественный музей города Пори в Финляндии.

## История
Музей расположен в бывшей весовой города Пори здание которой в 1857 году было спроектировано архитектором Карлом ван Хейдекеном и возведено в 1860 году. В 1897 году помещение расширено под руководством архитектора Карла Густава Нюстрёма.
Здание капитально реконструировано в период с 1977 по 1981 годы под наблюдением архитектора Кристиана Гулликсена.
Кроме основных экспонатов и коллекций художественного фонда Майре Гулликсен, музей широко известен своими выставками финского и зарубежного современного искусства. В музея экспонировались работы Йоко Оно и Джеффри Хендрикса.
В музее также находится справочная библиотека визуальных искусств, кафе и магазин.